# Karl Heinrich Olsen
Karl Heinrich Olsen (* 20. Dezember 1908 in Graudenz; † 12. Februar 1996 in Braunschweig) war ein deutscher Agrarwissenschaftler und Hochschullehrer.

## Leben
Karl Heinrich Olsen wurde 1908 im westpreußischen Graudenz als Sohn des Apothekers Romuald Olsen und dessen Ehefrau Katharina geboren. Nach dem Schulbesuch in Frankfurt (Oder), Graudenz und Danzig studierte er von 1928 bis 1934 Chemie und Landwirtschaft an der Technischen Hochschule Danzig. Olsen schloss das Studium als Diplomlandwirt ab und wechselte anschließend nach München, wo er 1936 zum Dr. rer. techn. promoviert wurde. An der Technischen Hochschule München habilitierte er sich (bei Otto Eberhard Heuser) für Agrarpolitik und Landwirtschaftliche Betriebslehre. Während des Zweiten Weltkriegs leistete er ab 1940 Kriegsdienst und geriet in Gefangenschaft.
Nach dem Krieg ging Olsen nach Braunschweig an die 1947 neu gegründete Forschungsanstalt für Landwirtschaft (FAL). Dort war er ab 1950 zunächst als Wissenschaftlicher Mitarbeiter tätig, bevor er von 1962 bis 1971 deren Generalsekretär (Leitender Direktor) wurde. Daneben lehrte er ab 1954 als Privatdozent und dann von 1958 bis 1973 als außerplanmäßiger Professor an der Technischen Hochschule Braunschweig, seit 1967 Technische Universität, die Fächer Agrarpolitik, Landwirtschaftliche Betriebslehre und Wirtschaftsgeographie. Später kamen Vorlesungen über Raumordnung und Landesentwicklung hinzu.
Olsen engagierte sich ehrenamtlich in der Akademie für Raumforschung und Landesplanung, deren Vizepräsident er von 1958 bis 1959 und deren Präsident er von 1960 bis 1965 war. Er war ab 1967 Mitglied der Braunschweigischen Wissenschaftlichen Gesellschaft (BWG), der er von 1981 bis 1986 als Präsident vorstand. Das seit 1983 regelmäßig erscheinende Jahrbuch der BWG geht auf seine Anregung zurück. Olsen war ab 1970 Mitglied der Sachverständigenkommission zur Neugliederung des Bundesgebietes.
Olsen starb im Februar 1996 im Alter von 87 Jahren in Braunschweig.

## Ehrungen
Olsen wurde 1966 mit dem Großen Verdienstkreuz der Bundesrepublik Deutschland geehrt. Im Jahr 1992 erhielt er die Bürgermedaille der Stadt Braunschweig.

## Schriften (Auswahl)
- Der Flachsbau im rechtsrheinischen Bayern. In: Berichte über Landwirtschaft. Band 23, Nummer 1, 1938, ISSN 0005-9080, S. 37–96, (Zugleich: München, Technische Hochschule, Dissertation, vom 21. Dezember 1936).
- Problem der Landflucht. München 1939, (München, Technische Hochschule, Habilitationsschrift, 1939).
- als Herausgeber und Mitwirkender: Grundlagen der westdeutschen Agrarstruktur. Eine Übersicht in Zahlen und Bildern (= Schriftenreihe der Forschungsanstalt für Landwirtschaft Braunschweig-Völkenrode. 9, ZDB-ID 974777-1). M. & H. Schaper, Hannover 1955.
- als Mitwirkender: Die Kernstadt und ihre strukturgerechte Verkehrsbedienung. Forschungsberichte des Ausschusses Raum und Verkehr der Akademie für Raumforschung und Landesplanung (= Veröffentlichungen der Akademie für Raumforschung und Landesplanung. 92 = Raum und Verkehr. 11). Schroedel, Hannover 1974, ISBN 3-507-91501-4.
- als Mitwirkender: Verkehrstarife als raumordnungspolitisches Mittel (= Veröffentlichungen der Akademie für Raumforschung und Landesplanung. 12). Schroedel, Hannover 1977, ISBN 3-507-91410-7.